# Битон, Гордон Уильям
Гордон Уильям Битон (англ. Gordon William Beaton; 1911—1988) — австралийский миколог.

## Биография
Гордон Уильям Битон родился 14 июня 1911 года в городе Лисмор в штате Виктория единственным ребёнком в семье Уильяма Битона и Элизабет Гарроу. Учился в школах в Ноорэте и Теранге. Работал автомехаником в компании Джона Маккензи. 
7 декабря 1935 года Битон женился на Кэтрин Кэмпбелл Оуэн. В 1940-х годах Битон вступил в Коммунистическую партию Австралии. 
В 1948 году он переехал в Кобден, а в 1950 — в Кэмпердаун. Там он основал собственную компанию Beaton & Son. Также Битон был одним из лучших стрелков из ружья в штате Виктория, неоднократно принимал участие в соревнованиях. Он познакомился со стрелком и фотографом Гербертом Ривзом и заинтересовался биологией. Объектом для фотографий он выбрал грибы, так как они не двигались от сильного ветра, как растения. Он вступил в Клуб натуралистов Виктории и обращался к различным микологам для определения видов грибов. Он пересылал образцы неопределённых грибов в Микологический институт и Королевские ботанические сады Кью в Лондоне. 
С 1976 по 1986 Битон при поддержке Ричарда Денниса издал 38 публикаций в научных журналах. Он издал несколько публикаций с Гретной Уэст, а также работал над книгой по австралийским трюфелям с Дэвидом Пеглером и Томасом Янгом. Гордон Битон скончался 2 апреля 1988 года в Фэрхейвене. Гербарий Битона был передан Мельнбурнскому университету.

## Некоторые научные работы
- Beaton, G.; Weste, G. (1977). The genus Labyrinthomyces. Transactions of the British Mycological Society 69 (2): 243-247.
- Beaton, G.; Weste, G. (1984). Victorian hypogean gasteromycetes: Mesophelliaceae. Transactions of the British Mycological Society 82 (4): 665-671.
- Beaton, G.; Pegler, D.N.; Young, T.W.K. (1984). Gasteroid Basidiomycota of Victoria state, Australia. Hydnangiaceae. Kew Bulletin 39 (3): 499-508.
- Beaton, G.; Pegler, D.N.; Young, T.W.K. (1984). Gasteroid Basidiomycota of Victoria state, Australia: 2. Russulales. Kew Bulletin 39 (4): 669-698.
- Beaton, G.; Pegler, D.N.; Young, T.W.K. (1985). Gasteroid Basidiomycota of Victoria state, Australia: 3. Cortinariales. Kew Bulletin 40 (1): 167-204.
- Beaton, G.; Pegler, D.N.; Young, T.W.K. (1985). Gasteroid Basidiomycota of Victoria state, Australia: 4. Hysterangium. Kew Bulletin 40 (2): 435-444.
- Beaton, G.; Pegler, D.N.; Young, T.W.K. (1985). Gasteroid Basidiomycota of Victoria State, Australia: 5-7. Kew Bulletin 40 (3): 573-598.
- Beaton, G.; Pegler, D.N.; Young, T.W.K. (1985). Gasteroid basidiomycota of Victoria State, Australia. 8-9. Kew Bulletin 40 (4): 827-842.
- Beaton, G.; Malajczuk, N. (1986). New species of Gelopellis and Protubera from Western Australia. Transactions of the British Mycological Society 87 (3): 478-482.

## Грибы, названные в честь Г. У. Битона
- Microthecium beatonii D.Hawksw., 1977
- Underwoodia beatonii Rifai, 1968